# The Lady of Shalott

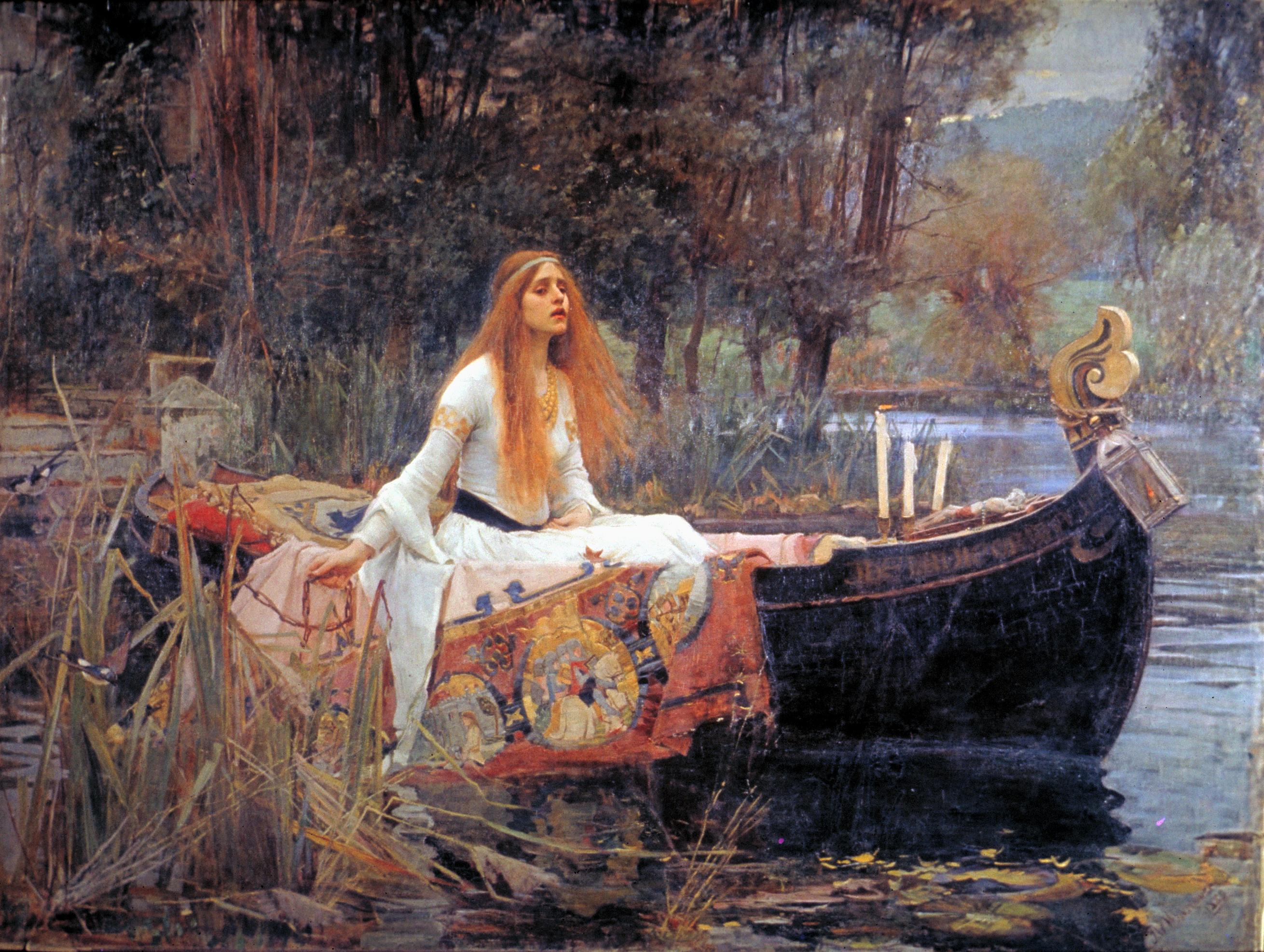
Pintura "A Dama de Shalott" de John William Waterhouse

The Lady of Shalott é um poema ou balada vitoriana, escrito pelo inglês Alfred Tennyson (1809 - 1892). Assim como seus primeiros poemas - Sir Lancelot and Queen Guinevere e Galahad - The Lady of Shalott reformula a temática arturiana baseada nas fontes medievais.

## Visão Geral
Tennyson escreveu duas versões do poema, uma publicada em 1833, de vinte estrofes, o outro em 1842 de 19. Foi certamente baseado na lenda arturiana de Elaine de Astolat, recontada na novela italiana Donna di Scalotta, do século XIII, sendo que a primeira versão se aproxima mais deste material que a versão posterior.  Tennyson incidiu no "isolamento da dama na torre e sua decisão em participar da sociedade, dois temas não mencionados em Donna di Scalotta." 

## Sinopse

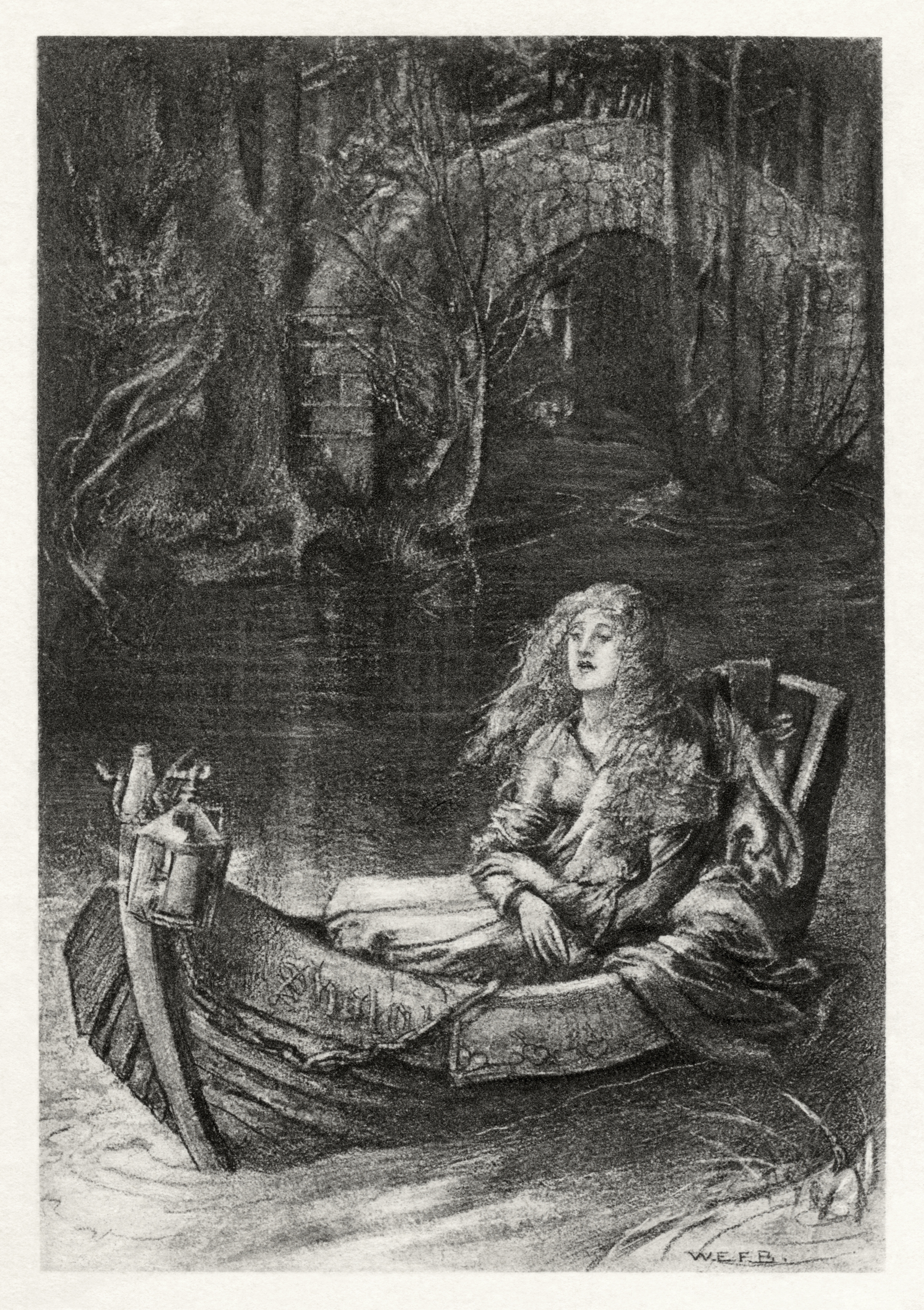
Ilustração para Tennyson's "The Lady Of Shallot"

As primeiras quatro estrofes descrevem uma ajustamento pastoral. A Lady of Shalott vive numa ilha castelo próxima a um rio que flui para Camelot, mas pouco se sabe sobre ela e os agricultores locais. 
Entre a quinta e oitava estrofe é descrita a vida da dama. Ela foi amaldiçoada, e precisa constantemente tecer uma rede mágica sem poder olhar diretamente para fora, o mundo. Em vez disso, ela vê através de um espelho que reflete a movimentada estrada de pessoas de Camelot que passam pela sua ilha.
O poema descreve então o "ousado sir Lancelot" em seus passeios, sendo visto pela dama.
As sete estrofes restantes falam do efeito de ver sir Lancelot sobre a moça; ela para de tecer e olha pela sua janela em direção à Camelot, caindo sobre si a maldição.
Ela deixa sua torre, encontra um barco no qual escreve seu nome, e desce o rio em direção à Camelot. Ela morre antes de chegar ao palácio, e entre cavalheiros e damas que a vê é Lancelot.

Esse poema foi interpretado pela cantora e compositora canadense Loreena McKennitt na sua música The Lady of Shallot que pode ser encontrada no álbum The Visit (1991) ou no single "The Lady of Shallot" também de 1991.